# ブラインデッド
ブラインデッド (The Blinded)は、スウェーデンのメロディックデスメタルバンド。2000年の結成時は、スティグマータ (Stigmata)というバンド名だったが、2002年にブラインデッド・コロニー (Blinded Colony)に改名した。その後、2010年夏に現バンド名に改名した。

## 略歴
2000年に、スティグマータ (Stigmata)というバンド名で結成。結成メンバーは、ニクラス・スヴェンソン (Vo)、トビアス・オルソン (G)、ヨハン・ブロムストロム (G)の3名。こちらのニクラス・スヴェンソンは、エヴァードーンやゲイツ・オヴ・イシュターで活動していたベーシストのニクラス・スヴェンソンとは同姓同名の別人である。その後、ドラマーのクリストファー・ニルソン (Ds)と女性ボーカリストのアニカ・ハプテン (Vo)、ベーシストのスタファン・フランツェン (B)が加入、バンドの体裁が整う。当時は、ゴシックメタルに近い音楽性であった。同年中にデモ『Painreceiver』をリリース。しかし、メンバーのモチベーションの問題で活動を停止する。
活動停止中に、クリストファー・ニルソンが脱退。ベーシストのスタファン・フランツェンがドラマーに転向し、ロイ・アーランドソン (B)が加入して活動を再開する。活動再開後、音楽性の変更に伴ってアニカが脱退。2002年に2ndデモ『Tribute to Chaos』をリリースし、スカーレット・レコードと契約。しかし、同名バンドが既に存在していたためトビアス・オルソンの提案でブラインデッド・コロニー (Blinded Colony)に改名する。2003年に1stアルバム『Divine』をリリースしデビューする。日本でもサウンドホリックから日本盤がリリースされた。一般的にメロディックデスメタルと書かれたが、ニクラス・スヴェンソンのボーカルスタイルがデスヴォイス一歩手前の声でメロディラインを追うボーカルスタイルだったこともあり、デスメタルとされずメロディック・ヘヴィ・メタルとされることもあった。
1stアルバムリリース後、スカーレット・レコードから離脱。更にニクラス・スヴェンソンが脱退する。代わってヨハン・シェスター (Vo)が加入。2005年にデモ『Promo 2005』をリリースし、ピヴォタル・ロッコーディングスと契約。2006年に2ndアルバム『Bedtime Prayers』をリリース。引き続きサウンドホリックから日本盤がリリースされた。ボーカリストの交代に伴い、スクリームとクリーンボーカルを使い分けるスタイルに変化し、音楽性もソイルワークなどに類するモダンなメロディックデスメタルとなった。
2ndアルバムリリース後、ピヴォタル・ロッコーディングスから離脱。2007年にはヨハン・シェスターが脱退。元ザ・ビリーヴドのデニー・アクセルソン (Vo)が加入するが同年中に脱退してしまう。また、ロイ・アーランドソンも脱退し、ヨハン・オルソンやクリストファーというベーシストが在籍していた時期もある。結局、ギタリストのヨハン・ブロムストロムがベーシストに転向し、マルティン・ベリマン (G)が加入した。しかし、メンバーチェンジはあったものの、目立った活動は無かった。
2010年夏に、バンド名をザ・ブラインデッド (The Blinded)に変更。同時に新ボーカリストとして、スクリーム担当のヨニー・ブラックアウト (Vo)とクリーンボーカル担当のヨエル・アンデション (Clean Vo)が加入。EP『EP2010』をリリースする。

## メンバー

### 現メンバー
- ヨニー・ブラックアウト (Johnny Blackout) - ボーカル
- ヨエル・アンデション (Joel Andersson) - クリーンボーカル

クロウリーでも活動。
- トビアス・オルソン (Tobias Olsson) - ギター
- マルティン・ベリマン (Martin Bergman) - ギター

イーヴルドアでも活動中。
- ヨハン・ブロムストロム (Johan Blomström) - ベース
- スタファン・フランツェン (Staffan Franzén) - ドラムス

### 旧メンバー
- アニカ・ハプテン (Annika Haptén) - ボーカル
- ニクラス・スヴェンソン (Niklas Svensson) - ボーカル

エヴァードーン、ゲイツ・オヴ・イシュターで活動していたベーシストは同姓同名の別人。
- ヨハン・シェスター（英語版） (Johan Schuster) - ボーカル

シェルバック (Shellback)名義で、音楽プロデューサーとしても活動しており、アヴリル・ラヴィーンやブリトニー・スピアーズ、テイラー・スウィフトなどのアルバムでプロデューサーを務めた。
- デニー・アクセルソン (Denny Axelsson) - ボーカル

ザ・ビリーヴドでも活動していた。
- ロイ・アーランドソン (Roy Erlandsson) - ベース
- ヨハン・オルソン (Johan Olsson) - ベース

デッド・バイ・エイプリル、イーヴルドアでも活動。
- クリストファー (Christoffer) - ベース
- クリストファー・ニルソン (Christoffer Nilsson) - ドラムス

## ディスコグラフィー

### ブラインデッド
- 2010年 EP2010 (EP)

### ブラインデッド・コロニー
- 2003年 Divine (Album)
- 2005年 Promo 2005 (Promo)
- 2006年 Bedtime Prayers (Album)

### スティグマータ
- 2000年 Painreceiver (Demo)
- 2002年 Tribute to Chaos (Demo)

## 参考
- 『Divine』ライナーノーツ
- 『Bedtime Prayers』ライナーノーツ
- Encyclopaedia Metallum（英語）